# Hemipeplus klematanicus
Hemipeplus klematanicus is een keversoort uit de familie Mycteridae. De wetenschappelijke naam van de soort is voor het eerst geldig gepubliceerd in 1873 door Gestro.